# نبرد فوبه‌یاما
نبرد فوبه‌یاما (به ژاپنی: 布部山の戦い) نبردی بود که در دوره سنگوکو در ژاپن رخ داد.

## تاریخچه
در نیمه اول قرن شانزدهم بین خاندان آماگو و خاندان اوئوچی نبردهای بسیاری رخ داد. در سال ۱۵۵۱ سوئه هاروکاتا کودتایی (حادثه معبد تاینی) بر ضد ارباب خود اوئوچی یوشیتاکا انجام داد که موجب قتل یوشیتاکا شد. بر اثر این کودتا توازن قدرت در منطقه چوگوکو تغییر بسیاری کرد. در سال آماگو تسونه‌هیسا توانست معدن نقره ایوامی را که در اختیار خاندان اوئوچی بود، تصاحب کند. خاندان موری که پایگاه آن در ولایت آکی بود شروع به قدرت گرفتن کرد. در سال ۱۵۵۵ رهبر خاندان موری، موری موتوناری در نبرد میاجیما، سوئه هاروکاتا را شکست داد و در سال ۱۵۵۷ موجب نابودی خاندان اوئوچی شد. بدین ترتیب ولایت سوئو و ولایت ناگاتو را تسخیر کرد. در سال ۱۵۵۹ به ولایت بیچو لشکر کشید و خاندان شو را وادار به تسلیم کرد بعد با خاندان میمورا در همین ولایت همدست شد و ولایت بیچو را تسخیر کرد.
در سال ۱۵۵۸ یا ۱۵۵۶ خاندان آماگو خاندان موری را در سقوط اوشیبارا شکست داد و بدین ترتیب توانست کنترل معدن نقره ایوامی را همچنان حفظ کند. هر چند خاندان آماگو بعد از تصرف معدن نقره ایوامی از نظر اقتصادی بسیار قوی شده بود اما در سال ۱۵۶۱ رهبر خاندان آماگو هاروهیسا به‌طور ناگهانی درگذشت و پس از او پسر ارشدش آماگو یوشی‌هیسا رهبر خاندان آماگو شد که توانایی‌های پدرش را نداشت. به علت شکست روابط خارج از منطقه، خاندان آماگو رو به ضعف گذاشت و در طی دو سال بعد تنها ولایت ایزومو و ولایت اوکی و بخش غربی ولایت هوکی تحت سلطه این خاندان باقی ماند. در ماه اوت ۱۵۶۲ موری موتوناری به هدف نابودی خاندان آماگو به ولایت ایزومو لشکرکشی کرد افراد پر قدرت ایزومو یکی پس از دیگری به خاندان موری تسلیم شدند و این خاندان توانست در این ولایت پیشروی کند. در سال ۱۵۶۲ خاندان موری آماده حمله به قلعه کاسانتودا قلعه اصلی و محل اقامت رهبر خاندان آماگو در ایزومو شد.
موتوناری روش قطع مدیریت زنجیره تأمین نظامی را طرح‌ریزی کرد. در همین زمان یک نامه به دست موتوناری رسید که خبر مرگ ناگهانی پسر ارشدش موری تاکاموتو بود. این خبر شوک بزرگی برای موتوناری و سپاه وی به همراه آورد مخصوصاً که موتوناری در آن زمان ۶۶ ساله بود و نوه و وارث تاکاموتو، موری تروموتو تنها ۱۰ سال داشت. با این وجود موتوناری شخصاً رهبری سپاه جهت حمله را در دست گرفت و در پایان محاصره قلعه شیراگا این قلعه به تصرف خاندان موری درآمد. در سال ۱۵۶۵ ولایت هوکی به تصرف خاندان موری درآمد. بدین ترتیب قلعه کاسانتودا در انزوا قرار گرفت و قطع مدیریت زنجیره تأمین نظامی انجام شد. خاندان موری ماه مه سال ۱۵۶۵ در استان شیمانه شهر ماتسوئه اردوی جنگی خود را مستقر کرد و سپس بار دوم حمله به قلعه کاسانتودا را آغاز کرد. این بار ساکنان قلعه بشدت در برابر حمله مقاومت کردند و حمله به قلعه با شکست پایان یافت. از این پس سیاست قطع آذوقه به قلعه بشدت توسط خاندان موری انجام شد. در ماه اول سال ۱۵۶۷ در حالیکه همچنان قلعه در محاصره بود، آماگو یوشی‌هیسا بیش از این مقاومت را بی فایده تشخیص داد و تسلیم خاندان موری شد. در روز هشتم از ماه اول همان سال این قلعه به خاندان موری واگذار شد و آماگو یوشی‌هیسا به همراه سه برادر دیگرش به معبدی در شهر آکیتاکاتا، هیروشیما، استان هیروشیما برده شده و در آنجا محبوس شدند. همچنین بقیه ملازم خاندان آماگو نیز از از ولایت ایزومو رانده و زندانی شدند.

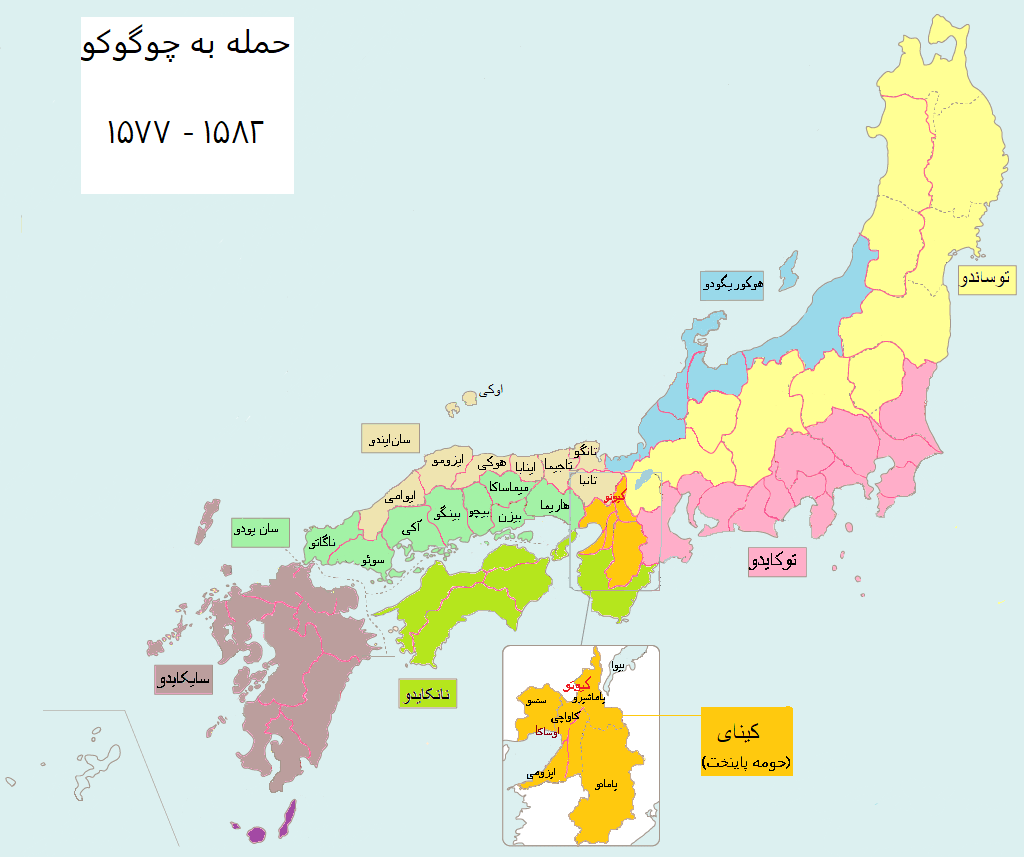
منطقه چوگوکو و نام ولایت‌های سابق آن

پس از آنکه خاندان موری تقریباً تمامی منطقه چوگوکو را تصاحب کرد، هدف بعدی اش را حمله به خاندان اوتومو در شمال کیوشو قرار داد. در ماه هفتم ۱۵۶۸ موری موتوناری دو لشکر به رهبری کیکاوا موتوهارو و کوبایاکاوا تاکاکاگه را که به ولایت ایو لشکرکشی کرده بودند را به ولایت آکی بازگرداند. در ماه هشتم این دو لشکر حمله به خاندان اوتومو در شمال کیوشو را آغاز کردند. در ماه پنجم سال ۱۵۶۹ موری موتوناری نیز همراه با لشکرش محل اقامتش را در قلعه یوشیدا-کورییاما ترک و به طرف ولایت ناگاتو حرکت کرد و این ولایت را اردوگاه حمله به خاندان اوتومو قرار داد نبرد تاتاراهاما (۱۵۶۹). در این زمان تعداد بسیاری از مردم سان ایندو مجبور شدند که در این حمله شرکت کنند و به همین علت نیروهای خاندان موری در ناحیه اصلی خود به تحلیل رفت.
از طرفی دیگر در بین ملازم خاندان آماگو که در زندان بودند، افرادی بودند که هدفشان قدرت‌گیری مجدد این خاندان بود. در رأس این افراد یاماناکا یوکی‌موری قرار داشت. در سال ۱۵۶۸ هنگامیکه یوکی‌موری هنگامیکه بعد از آزادی آواره شد به کیوتو رفت. یکی از اشخاص خاندان آماگو پسر آماگو سانه‌هیسا، آماگو کاتسوهیسا در معبد توفوکو-جی در کیوتو راهب شده بود. یوکی‌موری در این معبد با وی دیدار کرد و از کاتسوهیسا خواست که راهبی در معبد توفوکو-جی را رها کند و به عنوان یک رهبر نظامی تلاش کند تا خاندان آماگو دوباره به عرصه قدرت بازگردد. سپس با تماس‌گیری با بازمانده خاندان آماگو که پراکنده شده بودند آنان را دوباره به شکل یک گروه سازماندهی و جمع کرد و سپس در صدد تدارک نبردی در جهت قدرت‌گیری شد. در ماه هشتم سال ۱۵۶۹ هنگامیکه خاندان موری سرگرم حمله به خاندان اوتومو در شمال کیوشو شد، یوکی‌موری فرصت را مناسب دید و حمله به ولایت ایزومو را آغاز کرد. سپاه تازه تشکیل شده خاندان آماگو از ولایت تاجیما سوار بر چند صد قایق شده و در شبه‌جزیره شیمانه پیاده شدند. نخست «دژ چویاما» را در نزدیکی محل تصرف کرد. هنگامیکه خبر تشکیل سپاه جدید خاندان آماگو در کشور پخش شد، ملازمان قبلی و افراد وفادار به این خاندان که در کشور پخش شده بودند یکی پس از دیگری خود را این سپاه رساندند و در طی ۵ روز تعداد این سپاه به ۳۰۰۰ نفر رسید. در نیمه دوم همین ماه یوکی‌موری با سپاه جدید موفق به تصرف قلعه شینیاما شد. سپس در صخره شمالی دریاچه شینجی در استان شیمانه، «قلعه سوئه‌تسوگی» را در جایی که امروزه قلعه ماتسوئه قرار دارد، ساخت و این قلعه را پایگاه سپاه تازه خاندان آماگو قرار داد. پس از به بزرگ کردن منطقه تحت تصرفش در سان ایندو پرداخت.
در روز ۱۷ ماه ژوئن ۱۵۶۹ خاندان موری توانست قلعه تاچیبانا را تصرف کند اما سپاه خاندان اوتومو در قلعه جا گرفتند و خاندان موری نتوانست آنان را از قلعه خارج کند به همین علت خاندان موری در موقعیت سختی قرار گرفت. در اواسط ماه سپتامبر بر اساس نوشته آمانو تاکاشیکه صاحب قلعه کاسانتودا تمامی ولایت ایزومو به دست سپاه تازه خاندان آماگو افتاده بود. در ۱۹ نوامبر اوئوچی تروهیرو به پشتیبانی خاندان اوتومو از دریا گذشته روز بعد به ولایت سوئو رسید و به یاکاتای خاندان اوئوچی حمله کرد و برای مدتی آنجا را متصرف شد و موقعیت خطرناکی برای خاندان موری پدیدآورد. در روز ۲۳ نوامبر رهبر خاندان موری دستور عقب‌نشینی از کیوشو را صادر کرد. نومی مونه‌کاتسو که در قلعه تاچیبانا جای گرفته بود و ساکا موتوسوکه تعداد اندکی سرباز بر جا گذاشته و عقب‌نشینی را آغاز کردند. پس از آن تا روز ۲۸ دسامبر خاندان موری به‌طور کامل از شمال کیوشو عقب‌نشینی کرد.

## نبرد فوبه‌یاما
کیکاوا موتوهارو و کوبایاکاوا تاکاکاگه پس از عقب‌نشینی از کیوشو در ۲۶ نوامبر به چوفو در استان یاماگوچی وارد شدند. تا سوم ماه دسامبر آنان توانستند شورش خاندان اوئوچی را سرکوب کنند و در ۲۹ ژانویه سال ۱۵۷۰ سپاه خاندان اوئوچی را از منطقه رانده و به قلعه یوشیدا-کورییاما برگردند. در دهم فوریه رهبر خاندان موری که تازه برگشته بود بدون استراحت همراه با سپاه کیکاوا موتوهارو و کوبایاکاوا تاکاکاگه حمله به سپاه تازه خاندان آماگو را آغاز کرده و از پایگاهش قلعه یوشیدا-کورییاما حرکت کرد. سپاه خاندان موری بالغ بر ۲۶۰۰۰ هزار نفر بود.
در نتیجه سپاه بازسازی شده آماکو شکست خورد و از منطقه هزیمت کرد. در زمان عقب‌نشینی، سپاه بازسازی شده آماکو توسط ارتش خاندان موری تعقیب قرار گرفت و بسیاری از سربازان قربانی شدند، از جمله یوکومیچی هیده‌تسونا  و مگورو ساکون‌اوئه‌مون  کشته شدند. با این حال، یاماناکا یوکیموری و تاچیهارا هیساتسونا، که تا آخر جنگیده بودند، به «قلعه سوئه‌تسوگی»، که محل اقامت آنها بود، بازگشتند.